# Metopocarcinus concavatus
Metopocarcinus concavatus is een krabbensoort uit de familie van de Panopeidae. De wetenschappelijke naam van de soort is voor het eerst geldig gepubliceerd in 1947 door Crane.